# The Skyliners
The Skyliners es un grupo estadounidense doo-wop de Pittsburgh. Los miembros originales eran: Jimmy Beaumont (líder; n. 21 de octubre de 1940), Janet Vogel (soprano), Wally Lester (tenor), Jackie Taylor (bajista, guitarrista) y Joe Verscharen (barítono).

## Historia
The Skyliners fueron mejor conocidos por su hit de 1959 "Since I Don't Have You". Las versiones de the Four Seasons, Trini López, Chuck Jackson, Don McLean, Guns N' Roses, The Brian Setzer Orchestra, Ronnie Milsap, Art Garfunkel y Buckaroo Banzai mantuvieron a la canción en la conciencia pública. También llegaron al Top 40 con “This I Swear” y "Pennies from Heaven". Otros clásicos incluyen "It Happened Today" (1959), "Close Your Eyes" (1961) y "Comes Love" (1962). El grupo original se disolvió en 1963, pero se reunieron once años después (sin Jack Taylor), para lo que se convertiría en su última canción que llegara a las listas, “Where Have They Gone?".
En 1965, Jimmy Beaumont grabó dos sencillos destacados para la firma Bang: el primero, "Tell Me"/"I Feel Like I'm Falling in Love", eran pistas a medio tempo con estilo soul. Para su segundo Bang 45, "I Never Loved Her Anyway"/"You Got Too Much Going for You", Jimmy se transformó en un impresionante cantante de soul, que sonaba para nada como sus previos esfuerzos con más estilo pop, lo que llevó a cuestionar en años siguientes si en realidad era él el que cantaba. Estas dos pistas son ahora consideradas coleccionables del Northern Soul. El segundo 45 fue también emitido en el Reino Unido, Londres, en HLZ 10059 en 1966.
Jack Taylor fue reclutado en 1965. En 1975, Wally Lester y Joe Versharen abandonaron el grupo; fueron reemplazados por dos nuevos miembros, Jimmie Ross y Bob Sholes.
En 1978, el productor discográfico de Detroit Don Davis — quien produjo a Marilyn McCoo y Billy Davis Jr., Johnny Taylor, the Dramatics, y the Dells — eligió a uno de sus grupos favoritos (the Skyliners) para grabar en su United Sound Studios. Ellos grabaron el álbum “de regreso” del grupo para la filial RCA, Tortoise International Records. Las canciones “Oh, How Happy” y “The Love Bug” fueron incluidas, como también lo fue la versión del sencillo original RCA Victor de Dan Schafer, “A Day Without You, Dear”.
Janet Vogel se suicidó en 1980; Cathy Cooper se unió al grupo como reemplazo. Ross y ella lo abandonaron dos años después para formar un dúo; fueron reemplazados por Rick Morris y Donna Groom.
Morris se jubiló en 1993; también en 1993, David Proch estaba cantando con otro grupo. A la primera oportunidad, el cantante principal original de the Skyliners, Jimmy Beaumont, invita a Proch a unirse al grupo; Proch se unió como reemplazo. También estaba tocando Tom Sholes con el grupo en este momento, el hermano de Bob Sholes. Los dos eran cercanos al grupo; ellos asistían a la preparatoria St George en el vecindario Allentown de Pittsburgh. El grupo entonces consistió en Beaumont, Groom, Proch y Nick Pociask.
David Proch (a los 44 años), la tercera persona en cantar en primer tenor en the Skyliners, murió el 19 de octubre de 1998, en un accidente automovilístico. Su coche chocó contra un camión transportador de asfalto en la Ruta 30 de los EE. UU. cerca de Ligonier, PA, alrededor de 45 millas al este de Pittsburgh. El lugar de Proch fue tomado por Dick Muse, un antiguo miembro de The Laurels. Rick Morris reemplazó a Muse en 2011. Frank Czuri reemplazó a Morris en 2013.
Su mánager desde hace mucho tiempo y productor Joe Rock, quien también coescribió "Since I Don't Have You", murió el 4 de abril de 2000 a los 63 años, después de tener dificultades en una cirugía del corazón de bypass cuádruple.
Después Jimmy Beaumont tocó con The Skyliners con otra formación: Nick Pociask, Frank Czuri, y Donna Groom (cuyo esposo, Mark Groom, ha sido el baterista/conductor por más de 25 años).
Cuatro de los miembros originales han muerto:

Janet Vogel se suicidó el 21 de febrero de 1980, tenía 37 años,

Joe Verscharen falleció de cáncer el 2 de noviembre de 2007, tenía 67 años,

Wally Lester (nacido como Walter Paul Lester, Jr. el 5 de octubre de 1941 en Pittsburgh, Pensilvania) falleció de cáncer pancreático en Southport, Carolina del Norte, el 21 de abril de 2015, tenía 73 años.
Jimmy Beaumont nació el 21 de octubre de 1940 y falleció el 7 de octubre de 2017 a los 76 años.

## Hits de lista
- "Since I Don't Have You" (1959), EE. UU. No. 12, Cashbox No. 7
- "It Happened Today" (1959), EE. UU. No. 59
- "This I Swear" (1960), EE. UU. No. 26
- "Pennies from Heaven" (1960), EE. UU. No. 24
- "The Loser" (1965), EE. UU. No. 72
- "Where Have They Gone" (1975), EE. UU. #100

## Discografía
- The Skyliners (1959)
- Once Upon a Time (1971)
- The Skyliners (1978)
- Pennies from Heaven (1960)

## Premios y reconocimientos
The Skyliners fue incorporado al Salón de la Fama de los Grupos Vocales en 2002.